# Mirza Baschir ud-Din Mahmud Ahmad

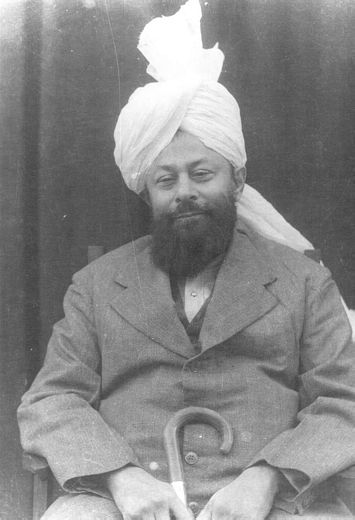
Mirza Baschir ud-Din Mahmud Ahmad, Khalifat ul-Massih II.

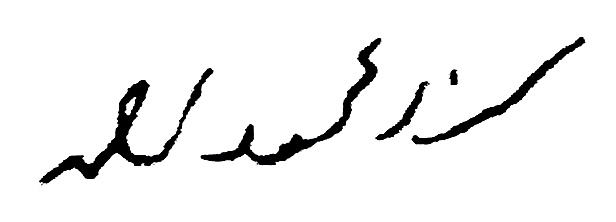
Unterschrift von Mirza Baschir ud-Din Mahmud Ahmad

Mirza Baschir ud-Din Mahmud Ahmad (Urdu مرزا بشیر الدین محمود احمد DMG Mīrzā Bašīr ad-Dīn Maḥmūd Aḥmad; geboren am 12. Januar 1889 in Qadian; gestorben am 7. November 1965 in Rabwah) war der zweite Khalifat ul-Masih der Ahmadiyya.

## Leben

### Frühen Jahre
Er war der zweite Sohn des Begründers der Ahmadiyya, Mirza Ghulam Ahmad, und Begum Nusrat Jehan. Nachdem sein Vater am 26. Mai 1908 gestorben war, legte er das Baiat (Treuegelübde) auf den ersten Khalifat ul-Massih, Nuur ud-Din ab. 1912 reiste er nach Ägypten und Saudi-Arabien, wo er unter anderem am Haddsch teilnahm. Im Juni 1913 gründete Mirza Baschir ud-Din Mahmud Ahmad in Qadian die Zeitung al-Fazl, die heute das wichtigste Publikationsorgan der Ahmadiyya Muslim Jamaat geworden ist.

### Familie
Mirza Baschir ud-Din Mahmud Ahmad war der älteste Sohn von Mirza Ghulam Ahmad mit seiner zweiten Frau Nusrat Jahan Begum, die in der Gemeinde auch „Amma Dschan“ (Die Mutter) genannt wird. Er hatte drei Brüder und zwei Schwestern und zwei Halbbrüder aus der ersten Ehe seines Vaters mit Hurmat Bibi.
Mirza Baschir ud-Din Mahmud Ahmad heiratete sieben Mal, wobei er, im Einklang mit den islamischen Lehren, zu keiner Zeit mehr als vier Frauen hatte. Er hatte 24 lang lebende Kinder, 13 Söhne und 11 Töchter.

## Khilafat

### Teilung 1914
Bei seiner Wahl zum Nachfolger Nuur ud-Dins wurde Mirza Baschir ud-Din Mahmud Ahmad mit der Abspaltung der als „Lahore-Gruppe“ bekannten Oppositionsfraktion konfrontiert. Kritik am Kalifatsystem, das als zu autokratisch empfunden wurde, kam schon während der Amtszeit Nuur ud-Dins auf. Nach seinem Tod brach der Dissens darüber offen aus und es kam zum Bruch, als die von Muhammad Ali und Khwaja Kamal ud-Din angeführte Gruppe Mirza Baschir ud-Din Mahmud Ahmad die Gefolgschaft (das Ablegen des Baiat) versagte. Die später als Ahmadiyya Andschuman Ischat-i-Islam Lahore (AAIIL) bekannt gewordene Gruppe siedelte nach Lahore über und errichtete ein von einem Emir geführtes Präsidium.
Mirza Baschir ud-Din Mahmud Ahmad konnte zwar die Mehrzahl der Anhänger hinter sich versammeln, doch war er durch den Verlust der intellektuellen, exekutiven und administrativen Elite empfindlich geschwächt. Die Konsolidierung der Gemeinschaft war für den 25 Jahre jungen und unerfahrenen Führer eine schwierige Aufgabe.

### Organisation
Mirza Baschir ud-Din Mahmud Ahmad gründete 1922 die Frauenorganisation der AMJ. Er baute eine straffe Organisation mit den Sparten Frauen (Lajna Imaillah), Junge Männer (Khuddam ul-Ahmadiyya) und Ältere Männer (Ansarullah) auf, was wesentlich zum Erfolg seiner Gemeinschaft beitrug.

### Der Verheißene Sohn
Sein Vater Mirza Ghulam Ahmad hatte 1886 eine Prophezeiung über einen Sohn erhalten, der ein „Verheißener Reformer“ (Musleh Maud) sein wird. 1944 erhob Mirza Baschir ud-Din Mahmud Ahmad für sich den Anspruch, dieser vorhergesagte Sohn zu sein. Für gewöhnlich wird am 20. Februar der „Musleh Maud Tag“ gefeiert.

### Rabwah
Nach der Teilung Indiens 1947 mussten Ahmadi-Muslime Qadian verlassen. Zum Schutz der Institutionen, Lehranstalten, Bibliotheken, Druckereien, Friedhof usw. ließen sie 313 Ahmadis (Derwischan-e-Qadian genannt) zurück. Darunter waren zwei Söhne Baschir ud-Dins. Er selbst emigrierte am 31. August 1947 nach Pakistan. Von der pakistanischen Regierung wurde das Ödland „Chack Dhagian“ gekauft, wo er am 20. September 1948 den Grundstein für die Stadt Rabwah legte.

### Reisen

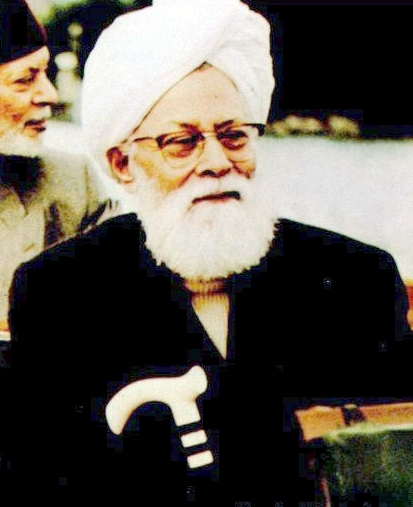
Der Kalif auf seiner letzten Europareise

Der zweite Kalif reiste im Jahre 1924 zum ersten Mal, über Damaskus nach Ägypten, England, und Italien. In England fand die „Wimble-Conference“ statt. Seine Rede Ahmadiyyat oder Der wahre Islam wird auf einer Konferenz der Weltreligionen in London von Muhammad Zafrullah Khan in seiner Gegenwart verlesen. In dieser Reise legte der Khalifat ul-Massih zudem den Grundstein für die erste Moschee Englands, die Fazl-Moschee. Viele Politiker, und Vertreter anderer Nationen, wie Japan, Amerika und Australien waren bei der Grundsteinlegung anwesend. Nach etwa vier Monaten kehrte er zurück nach Qadian.

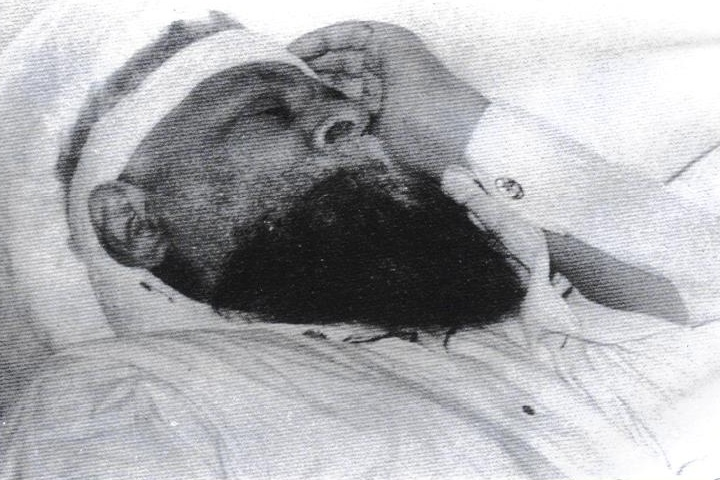
Der Kalif ruht sich nach dem Messerangriff aus

Mirza Baschir ud-Din Mahmud Ahmad verurteilte am 10. August 1945 den Abwurf der Atombombe auf Hiroshima auf das schärfste. Am 10. März 1954 wurde er in der Mubarak-Moschee in Rabwah von einem Attentäter mit einem Messer schwer verletzt. Trotz sofortiger Behandlung hatte der Mordversuch nachhaltigen Einfluss auf seine Gesundheit. Daraufhin unternahm er in der ersten Aprilwoche seine zweite und letzte Auslandsreise. Sie führte nach England, wo er behandelt wurde. Anschließend besuchte er noch weitere Länder wie die Schweiz, Italien, Holland und auch Deutschland. Nach über sechs Monaten kehrte er zurück nach Pakistan.

### Tod
Mirza Baschir ud-Din Mahmud Ahmad starb in der Nacht vom 7. November auf den 8. November und wurde am 9. November 1965 im Bahishti-Maqbarah (Himmlischer Friedhof) in Rabwah beigesetzt. Er wurde mit 25 Jahren der jüngste Khalifat ul-Massih und hatte mit 52 Jahren die längste Amtszeit.

## Werke
- Die Person des göttlichen Wesens. Verlag Der Islam, ISBN 978-3-921458-19-8
- Sozialer Aspekt des Islam. Verlag Der Islam, ISBN 978-3-921458-35-8
- Der wirtschaftliche Aufbau der islamischen Gesellschaftsordnung. Verlag Der Islam, ISBN 978-3-921458-17-4
- Licht auf das Weltgeschehen. Verlag Der Islam, ISBN 978-3-932244-22-3
- Der Aufstand. Verlag Der Islam, ISBN 978-3-944277-14-1
- Muhammad (saw) – Das Leben des heiligen Propheten. Verlag Der Islam, ISBN 3-921458-92-7
- Mohammed (saw) – In der Bibel. Verlag der Islam, ISBN 3-921458-12-9
- Das Wesen Gottes. Verlag Der Islam, ISBN 978-3-921458-19-8
- Ahmadiyyat – Der wahre Islam. Verlag Der Islam, ISBN 978-3-932244-80-3
- Das Gedenken Allahs – Zikr-illahi. Verlag Der Islam, ISBN 978-3-932244-97-1